# Bella da morire (film 1999)
Bella da morire (Drop Dead Gorgeous) è una commedia nera del 1999, in cui Kirstie Alley e Denise Richards interpretano una madre e una figlia disposte a tutto pur di vincere un concorso di bellezza.

## Trama
Nel 1995, Mount Rose, in Minnesota, si sta preparando per il suo concorso di bellezza annuale, il Sarah Rose Cosmetics Mount Rose American Teen Princess Pageant. Amber Atkins è un'adolescente che si iscrive per partecipare al concorso in modo da poter seguire le orme dei suoi idoli, la giornalista televisiva Diane Sawyer e la propria madre, Annette, un'ex concorrente. Amber lavora dopo la scuola truccando i cadaveri all'obitorio e vive con sua madre, Annette Atkins, in una piccola roulotte vicino alla loro amica Loretta. Questa vita umile è in netto contrasto con la concorrente Rebecca ("Becky") Leeman, la figlia dell'uomo più ricco della città e di sua moglie, Gladys Leeman, a capo del comitato organizzatore dello spettacolo ed ex vincitrice. Vari rapporti d'affari tra il Leeman Furniture Store e i giudici del concorso inducono molti a ipotizzare che il concorso sarà truccato o risolto.
Molti eventi strani si verificano in città durante la corsa al concorso, tra cui la morte di un concorrente, l'atletica e competitiva Tammy Curry, presidente del Lutheran Sisterhood Gun Club, che viene uccisa quando il suo trattore esplode, e la morte (dichiarata un incidente di caccia) di un ragazzo che Becky amava, ma che si mostrava propenso a sostenere Amber. Quest'ultima decide di ritirarsi dal concorso dopo aver ricevuto un messaggio di minaccia e sua madre viene ferita in un'esplosione nella loro casa mobile, ma riconsidera la cosa e decide di competere per seguire i suoi sogni e rendere orgogliosa sua madre. Alla prova generale, la concorrente Jenelle Betz (Sarah Stewart) scambia i numeri con Amber. A metà della prova di Janelle, una luce del palco cade e la colpisce alla testa, facendola perdere i sensi e rendendola sorda. Fortunatamente, Jenelle è una esperta del linguaggio dei segni americano, quindi afferma che, nonostante abbia abbandonato il concorso, non è mai stata più felice.
Al concorso, il costume da ballo di Amber scompare misteriosamente. Amber incolpa Becky e le due litigano, separate da Iris Clark, il braccio destro di Gladys Leeman, e la migliore amica di Amber, Lisa Swenson. La coreografa dello spettacolo Chloris Klinghagen poi dà ad Amber un nuovo costume per esibirsi, tuttavia sia Iris che Gladys le dicono che non può esibirsi perché il suo nuovo costume non è stato approvato con settimane di anticipo. Più tardi, Lisa trova Amber che piange mentre gli altri concorrenti cercano di consolarla. Dopo aver appreso della situazione del costume, Lisa abbandona lo spettacolo per dare il suo costume approvato ad Amber, che esegue il suo numero di tiptap ottenendo una standing ovation. Rebecca, invece, canta una versione imbarazzante di Can't Take My Eyes Off Of You mentre balla con una bambola di Gesù a grandezza naturale su un crocifisso, divertendo e spaventando il pubblico. Durante il giudizio, la vincitrice dell'anno precedente Mary Johanson (ora ricoverata in ospedale per anoressia) riprende la sua esibizione (sincronizzazione labiale di Don't Cry Out Loud) mentre viene spinta sul palco nella sua sedia a rotelle dell'ospedale in una ri-rappresentazione dei suoi movimenti di danza. Quando vengono annunciati i vincitori, la cheerleader Leslie Miller viene nominata seconda classificata, con Becky Leeman al primo posto.
Durante la parata della vittoria il giorno successivo, Becky viene uccisa in un bizzarro incidente quando l'elaborata navicella a forma di cigno (prodotto in Messico, per salvare i soldi di suo padre) su cui sta cavalcando prende fuoco ed esplode: Gladys, affranta dal dolore, ammette di aver ucciso Tammy e di essere responsabile di tutti i tentativi contro Amber, e viene immediatamente arrestata. La tragica morte di Rebecca e le follie di Gladys lasciano, quindi, Amber come nuova vincitrice del concorso. Alla State Competition, Amber vince il titolo di miss teenager del Minnesota dopo che tutti gli altri concorrenti si ammalano per un'intossicazione alimentare da frutti di mare, e Amber ottiene un viaggio spesato al concorso nazionale Sarah Rose American Teen Princess Pageant. All'arrivo, tutte le concorrenti sono sconvolte nello scoprire che l'azienda di cosmetici è stata chiusa dall'IRS per evasione fiscale: questo manda le ragazze - tranne Amber - su tutte le furie, tanto da vandalizzare e distruggere la proprietà.
Pochi anni dopo, Gladys scappa di prigione e si asserraglia con un fucile sul tetto del supermercato Mount Rose, dichiarando la sua intenzione di vendicarsi di Amber. Durante le sei ore di stallo della polizia, un giornalista televisivo che fa un servizio dal vivo sulla scena viene colpito da un proiettile vagante: Amber prende rapidamente il microfono del giornalista e si occupa di continuare il servizio, impressionando la stazione di notizie con la sua calma e sicurezza. Il film si chiude con una scena che mostra Amber come co-conduttrice del telegiornale della sera di Minneapolis–St. Paul alla stazione televisiva WAZB-TV: la ragazza, così, può finalmente vivere il suo sogno di diventare la nuova Diane Sawyer.